# چراغ‌قوه

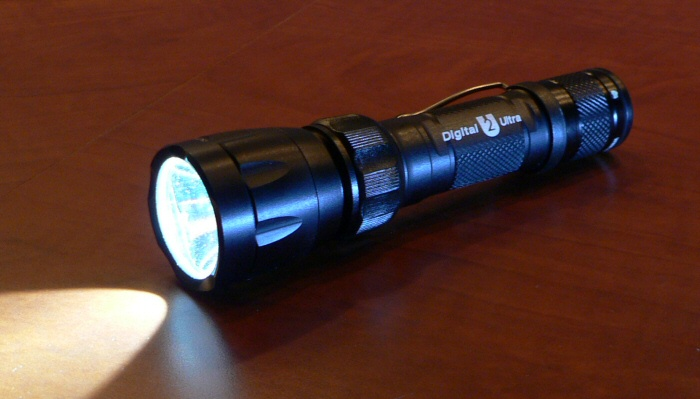
یک چراغ قوه

چراغ قوه (که در زبان پهلوی 'برق دستی، چراغ دستی، چراغ مشتی' گفته می‌شود) وسیله نورافکن قابل حملی است که قادر است با استفاده از یک لامپ رشته‌ای یا یک یا چند لامپ دیود نورافشان (LED) نوری را از خود ساطع کند. در فرهنگ دهخدا چراغ قوه اینگونه تعریف گردیده: (ا مرکب) چراغی که به وسیلهٔ قوهٔ برق (باتری) روشن شود. امروزه چراغ قوه‌های شارژی نیز موجود است. چراغ دستی کوچکی که به وسیلهٔ باتریهای کوچک روشن شود. چراغ جیبی. چراغ دستی. رجوع به چراغ دستی شود
.
اگرچه این دستگاه طرحی نسبتاً ساده را دارد ولی تا قرن نوزدهم میلادی به خاطر اختراع نشدن باتری و لامپ اختراع نشده بود.